# Module de commande et de service Apollo
Command/Service Module
Pour les articles homonymes, voir CSM.
Le module de commande et de service Apollo (Command/Service Module ou CSM en anglais) est le véhicule spatial du programme Apollo conçu pour transporter les trois astronautes durant leur mission entre la Terre et la Lune. Sa conception démarre en 1961 au lancement du programme Apollo ; il a effectué son premier vol avec équipage en 1968 (mission Apollo 7) et son dernier dans le cadre de la mission Apollo-Soyouz en 1975.
La conception du vaisseau Apollo est revue à la suite de l'incident qui détruit au sol la capsule Apollo 1 au cours de tests qui coûtent la vie aux trois membres de l'équipage. Deux versions ont été fabriquées, dont seule la deuxième était à même de réaliser les missions lunaires.

## Contexte
Le module de commande et de service Apollo est, avec la fusée Saturn V et le module lunaire Apollo, un des trois composants majeurs du programme Apollo développé par l'agence spatiale américaine, la NASA, qui se déroule entre 1961 et 1975 et qui a permis aux États-Unis d'envoyer pour la première fois des hommes sur la Lune. Le programme est lancé par John F. Kennedy le 25 mai 1961, essentiellement pour reconquérir le prestige américain, mis à mal par les succès de l'astronautique soviétique, à une époque où la guerre froide entre les deux superpuissances bat son plein.

## Historique

### Les débuts de la NASA

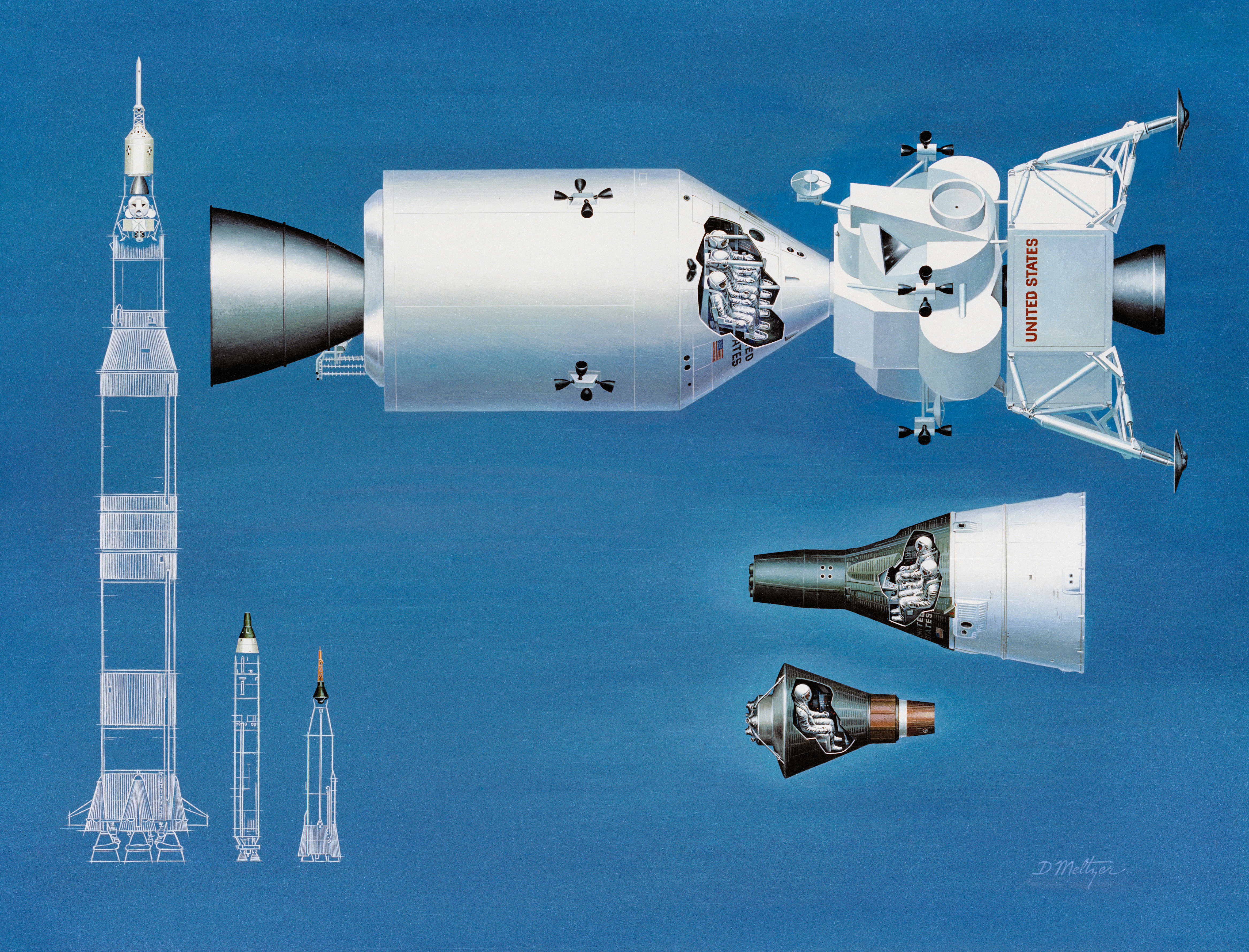
Comparaison du vaisseau Apollo et du LEM avec les capsules et fusées des programmes précédents Gemini et Mercury.

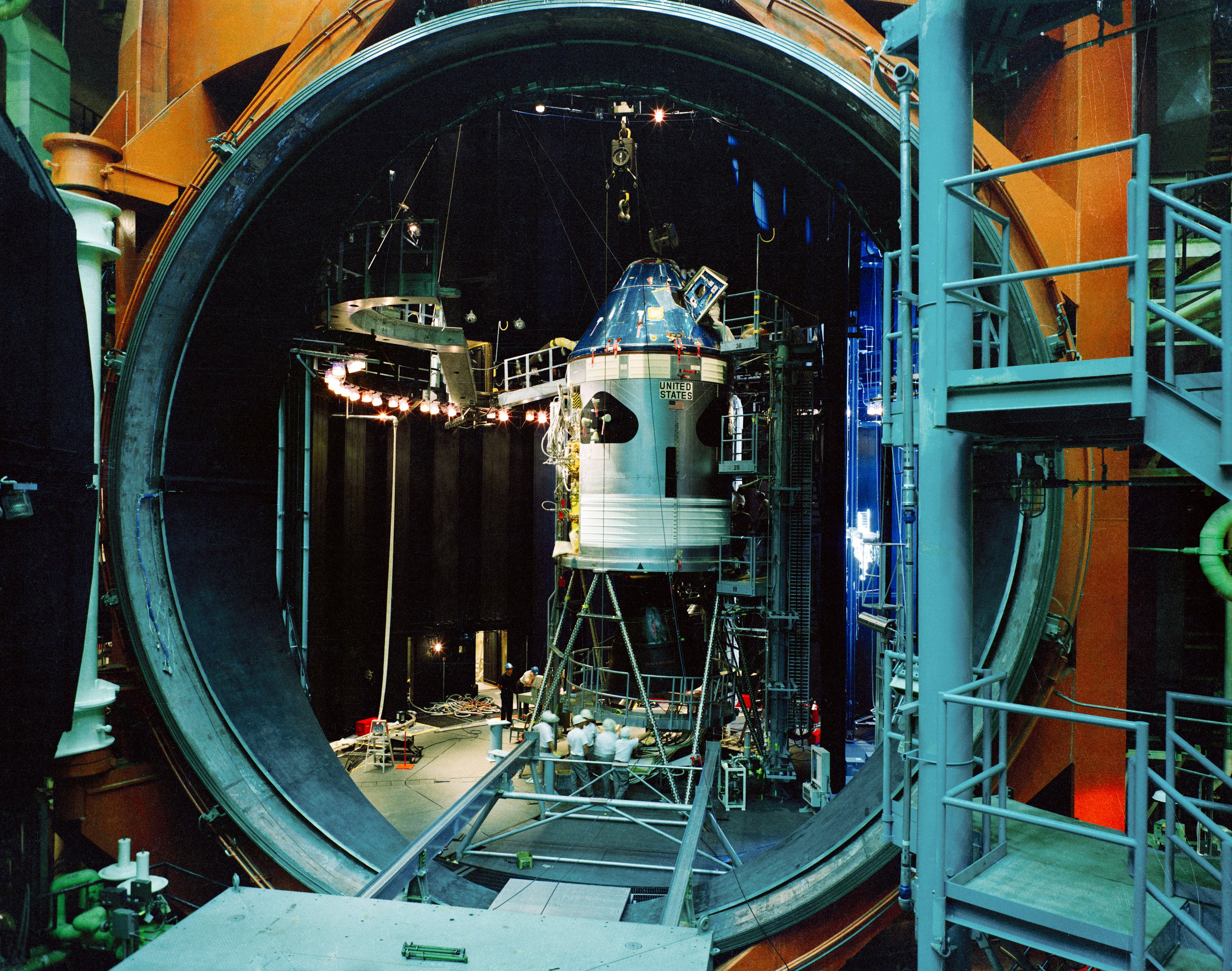
Le module de commande et de service est installée pour des tests dans une chambre à vide.

L'agence spatiale civile américaine, la NASA, est créée en octobre 1958 après le lancement du premier satellite artificiel Spoutnik 1. Sa mission comprend notamment l'envoi d'un homme en orbite terrestre. Pour développer ses programmes, la NASA dispose de plusieurs établissements : certains sont hérités du NACA — Langley, qui rassemble plusieurs dizaines de souffleries, Ames et Glenn aujourd'hui Lewis —, d'autres sont rapatriés de l'Armée de Terre — Centre de vol spatial Marshall, qui développe les fusées nécessaires au programme — et du monde universitaire — Jet Propulsion Laboratory, consacré aux missions interplanétaires — ou créés ab nihilo (centre de vol spatial Goddard, consacré aux missions scientifiques et Centre spatial Lyndon B. Johnson, consacré au vol habité).

### Premières réflexions sur une mission lunaire
Dès la fin 1958, l'état-major de l'agence spatiale étudie une mission avec équipage à destination du sol lunaire. Von Braun, consulté, estime que si le scénario du vol direct est retenu — un unique vaisseau est conçu pour être lancé, atterrir sur la Lune et en redécoller pour revenir sur Terre — cela nécessiterait une fusée de 6 100 tonnes pour lancer un pareil engin, dont la masse estimée serait de 6 170 kg (l'étage de descente et de remontée depuis la Lune n'est pas inclus dans cette masse), en partant de l'hypothèse que l'étage supérieur de la fusée utilise la technique de propulsion la plus avancée (moteur-fusée brûlant le mélange hydrogène-oxygène, technique non maîtrisée à l'époque). Développer un lanceur d'une telle taille lui semblant un défi insurmontable, il recommande le lancement d'une quinzaine de fusées et l'assemblage en orbite terrestre basse d'un véhicule d'une masse approximative de 200 tonnes à partir de leurs charges utiles. Celui-ci, après s'être injecté sur une orbite de transfert vers la Lune, larguerait l'étage utilisé pour cette manœuvre. Parmi les inconnues, Von Braun cite le comportement des matériaux dans l'espace, la protection des équipages contre les rayonnements et les météorites, les conséquences de l'apesanteur sur la santé des équipages.

### Plan décennal
Début 1959, un programme d'exploration spatiale pour les dix années à venir est esquissé par un comité réunissant des spécialistes du domaine aérospatial. Pour les missions avec équipage, il est prévu de réaliser au cours de la deuxième moitié de la décennie 1960 et après les missions du programme Mercury, un vol faisant le tour de la Lune. L'atterrissage sur le sol lunaire est envisagé au cours des premières années de la décennie 1960. Les administrateurs de la NASA Glennan et Dryden valident ces objectifs. Pour remplir les missions assignées à la NASA sur la décennie à venir, ils demandent des fonds pour développer une famille comprenant quatre étages de lanceurs/lanceurs de puissance croissante : Vega (étage), Centaur (étage), Saturn et Nova. Bien que Nova et Vega ne dépassent pas le stade de la planche à dessin, le développement de Centaur (un étage de fusée utilisant un couple d'ergols novateur oxygène et hydrogène), et de Saturn (baptisée initialement Juno V) sont immédiatement des projets prioritaires. Un comité (le « comité Goeth »), chargé d'étudier le futur du programme spatial habité et réunissant des représentants des différents centres de la NASA, est créé en avril 1959 au sein de la NASA. Celui-ci définit au cours de sa première séance de travail des objectifs prioritaires et travaille par la suite sur les différents aspects techniques à développer (rentrée atmosphérique à grande vitesse, rendez-vous orbital, lanceur de grande puissance...).

### Premières études du vaisseauApollo
La conception d'un vaisseau spatial avec équipage à destination de la Lune est étudiée à la NASA dès 1960, alors que l'agence spatiale n'a pas encore envoyé un seul astronaute dans l'espace et qu'elle ne maitrise aucune des techniques spatiales nécessaires. Le programme Mercury est en cours de développement et les Américains ne disposent que du lanceur Atlas, en cours de mise au point et capable de placer seulement une tonne en orbite basse. De nombreuses études sont lancées dans les différents établissements de la NASA et chez les industriels de la branche aérospatiale pour tenter de mieux cerner le déroulement d'une telle mission, ainsi que les caractéristiques techniques d'un vaisseau capable de remplir cet objectif. En juillet 1960, la NASA annonce que les missions qui prendront la suite du programme Mercury auront pour objectif de faire le tour de la Lune. Les industriels sont sollicités pour étudier la faisabilité de cet objectif.

### Lancement du programmeApollo
Ce programme est bouleversé par les Soviétiques, qui lancent le premier homme dans l'espace (Youri Gagarine) le 12 avril 1961. Ils devancent de trois semaines le vol du premier astronaute américain, Alan Shepard, qui doit se contenter d'un « simple » saut de puce dans l'Espace (vol suborbital). Pour le corps politique et les Américains en général, c'est un camouflet qui remet en cause la supériorité de leur société à travers celle de leurs avancées techniques. Le président Kennedy décide en mai 1961 de relever le défi soviétique, en donnant comme objectif à la NASA d'envoyer des hommes sur le sol lunaire d'ici la fin de la décennie.
Un des points soulignés par Kennedy dans son message est que les missions lunaires devaient être conçues de manière à limiter les risques courus par les astronautes. Mais le risque ne peut être nul, compte tenu des centaines de millions de pièces dont sont composées le lanceur et les vaisseaux spatiaux ainsi que des multiples innovations techniques introduites par le programme Apollo. Réduire le risque a un coût d'autant plus important qu'on recherche une fiabilité plus poussée. Par ailleurs, comment fixer le niveau de risque acceptable ? Après de longs débats impliquant Bob Gilruth, Max Faget et les membres du Space Task Group, la probabilité de ramener un équipage sur Terre fut fixée à 0,999 (999 chances sur 1 000 pour que l'équipage revienne sur Terre sain et sauf) et celle de remplir les objectifs de la mission à 0,99,.

### Sélection du plan de mission en orbite lunaire
Lorsque Kennedy fait son discours, il n'existe aucun consensus au sein de la NASA et des industriels concernés sur la méthode à utiliser pour amener des hommes sur le sol lunaire : vol direct, assemblage en orbite terrestre, rendez-vous en orbite lunaire (LOR, Lunar Orbital Rendez-vous). Il faut dix-huit mois de débats houleux pour parvenir à l'adoption de cette dernière méthode, qui permet également de figer les caractéristiques du lanceur. La fusée géante de 3 000 tonnes Saturn V, capable de placer en orbite basse une charge utile de 140 tonnes, est développée pour lancer les deux véhicules de l'expédition lunaire : le module de commande et de service (vaisseau Apollo) et le module lunaire Apollo utilisé pour descendre sur le sol lunaire. L'industriel chargé de développer le vaisseau Apollo a déjà été choisi. La société North American, pour tenir compte des contraintes calendaires, décide de développer deux versions, l'une qui sera utilisée pour les différents vols de qualification, ne disposera pas de la capacité d'effectuer un rendez-vous orbital lunaire, la seconde sera utilisée pour les missions qui se poseront sur la Lune.

### Conception et développement
Le développement du vaisseau Apollo, à la fois novateur et complexe, prend deux ans et les tests au sol commencent en 1965. Le programme est bouleversé par l'incendie au sol du vaisseau de la mission Apollo 1, le 27 janvier 1967, qui impose des modifications importantes dans sa conception.

### Sélection du scénario du rendez-vous en orbite lunaire
Pour atteindre la Lune, les responsables américains choisissent la méthode audacieuse du rendez-vous en orbite lunaire (LOR), qui nécessite de disposer de deux vaisseaux spatiaux : le module de commande et de service Apollo et le module lunaire destiné à l'atterrissage sur la Lune. La fusée géante de 3 000 tonnes Saturn V, capable de placer en orbite basse une charge utile de 140 tonnes, est développée pour lancer les deux véhicules de l'expédition lunaire.

### Développement
La société californienne North American, avionneur célèbre pour avoir construit le bombardier B-25 et le chasseur Mustang durant la Seconde Guerre mondiale, joue un rôle central dans le programme. L'arrêt et l'échec de plusieurs projets aéronautiques ont conduit son président à miser sur le développement de l'astronautique. La société s'est déjà distinguée dans le domaine en produisant l'avion-fusée X-15. Pour le programme Apollo, la société fournit pratiquement tous les composants sensibles, dont le module de commande et de service Apollo.
Le Manned Spacecraft Center (MSC), édifié en 1962 près de Houston, au Texas, est destiné à la conception et la qualification des vaisseaux spatiaux (module lunaire et CSM). L'Ames Research Center est un centre de recherches ancien (1939) situé en Californie, dont les souffleries sont utilisées pour mettre au point la forme de la capsule Apollo en vue de sa rentrée dans l'atmosphère terrestre.
| Caractéristique         | Mercury      | Gemini                        | Vaisseau Apollo               | Soyouz                             | Orion                         |
| ----------------------- | ------------ | ----------------------------- | ----------------------------- | ---------------------------------- | ----------------------------- |
| 1er vol                 | 1959         | 1964                          | 1966                          | 1967                               | 2014                          |
| Masse [t]               | 1,5          | 3,85                          | 33,4                          | 7,25                               | 33,5                          |
| Dimensions [m × m]      | 3,34 × 1,89  | 3 × 5,8                       | 3,9 × 11                      | 2,65 × 10                          | 5,02 × 7                      |
| Volume pressurisé [m3]  | 1,7          | 2,55                          | 10,4                          | 9                                  | 20                            |
| Équipage                | 1            | 2                             | 3                             | 3                                  | 2 à 6                         |
| Autonomie en vol libre  | ?            | 14 jours                      | 14 jours                      | 14 jours                           | 21 jours                      |
| Destination             | Orbite basse | Orbite basse                  | Au-delà de l'orbite terrestre | Orbite basse                       | Au-delà de l'orbite terrestre |
| Delta-v [m/s]           | 0            | 98                            | 2 800                         | 390                                | 1 340                         |
| Énergie                 | Batteries    | Piles à combustible (151 kWh) | Piles à combustible           | Panneaux solaires (0,6 kW)         | Panneaux solaires (11 kW)     |
| Lanceur                 | Atlas        | Titan II                      | Saturn V                      | Soyouz                             | SLS                           |
| Système d'amarrage      | non          | oui (sans écoutille)          | oui                           | oui                                | oui                           |
| Autres caractéristiques |              | 2 modules                     | 2 modules                     | 3 modules Atmosphère oxygène/azote | 2 modules                     |

## Caractéristiques générales du vaisseau Apollo
Le véhicule spatial Apollo (ou module de commande et de service, abrégé en CSM) transporte les astronautes avant de les placer en orbite autour de la Lune, puis les ramène sur Terre. Ses deux principaux objectifs sont de fournir un environnement vivable durant une dizaine de jours à l'équipage et de réaliser les principales manœuvres permettant d'atteindre la Lune, de s'insérer en orbite, de quitter cette orbite puis de se diriger vers la Terre. Pesant plus de 30 tonnes, il est pratiquement dix fois plus lourd que le vaisseau du programme Gemini. La masse supplémentaire (21,5 tonnes) est en grande partie représentée par le moteur et les ergols, qui fournissent un delta-v de 2 800 m/s permettant au vaisseau de s'insérer en orbite lunaire puis de quitter cette orbite. Le vaisseau Apollo reprend une disposition inaugurée avec le vaisseau Gemini : un module de commande (CM) abrite l'équipage et un module de service (SM) contient le moteur de propulsion principal, l'essentiel des sources d'énergie ainsi que l’équipement nécessaire à la survie des astronautes. Le module de service est largué juste avant la rentrée atmosphérique qui précède l'atterrissage.

### Le module de commande

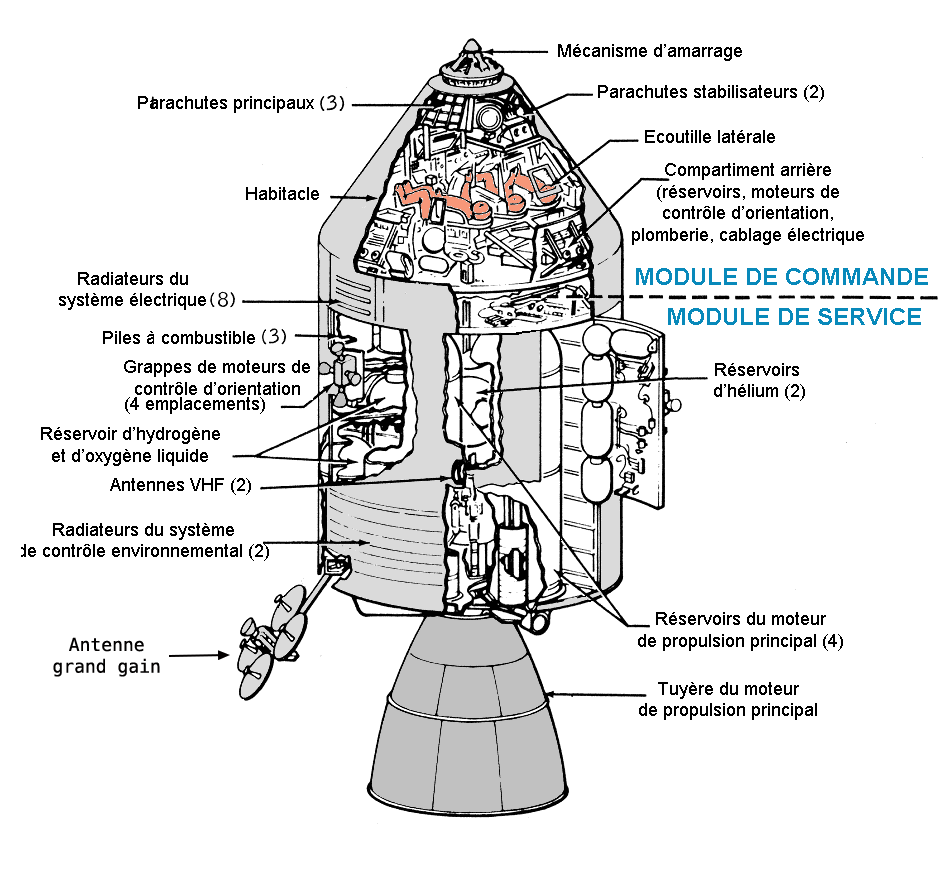
Schéma du module de commande et de service Apollo (sans la tour de sauvetage).

Le module de commande Apollo est la partie du vaisseau dans laquelle les trois astronautes séjournent durant la mission, sauf lorsque deux d'entre eux descendent sur la Lune au moyen du module lunaire. Son fonctionnement est largement dépendant du module de service, qui abrite la plus grande partie des consommables nécessaires pour la survie de l'équipage (énergie, eau, oxygène). Le module, de forme conique, pèse au lancement environ 5,9 tonnes, est haut de 3,23 mètres pour un diamètre de 3,90 mètres.

#### La structure
Pesant 6,5 tonnes et de forme conique, sa structure externe comporte une double paroi : une enceinte constituée de tôles et nid d'abeille à base d'aluminium, qui renferme la partie pressurisée, et un bouclier thermique qui recouvre la première paroi et dont l'épaisseur varie selon la partie concernée en fonction de son exposition à la chaleur durant l'entrée atmosphérique : le vaisseau entrant dans l'atmosphère la pointe du cône tournée vers l'arrière, c'est donc la base qui est la plus exposée et qui bénéficie donc logiquement du bouclier le plus épais. Le bouclier thermique est réalisé avec un matériau composite constitué de fibres de silice et microbilles de résine, dans une matrice de résine époxy. Ce matériau est inséré dans une structure en nid d'abeilles en acier.

#### La cabine
La partie habitable, dans laquelle séjourne l'équipage, est constituée par un espace pressurisé de forme conique dont le volume est de 6,17 m3. Les astronautes sont installés sur trois couchettes placées côte à côte et parallèles au fond du cône : elles sont suspendues à des poutrelles dotées de systèmes d'amortissement partant du plancher et du plafond (la pointe du cône). Les couchettes sont constituées d'un cadre métallique sur lequel a été tendue une toile ignifugée. Dans l'espace, la couchette centrale peut être démontée pour libérer de la place. Les couchettes sont dotées d'appui-têtes réglables et les couchettes droite et gauche disposent de manches à balai permettant à leurs occupants de régler le fonctionnement des moteurs. Le plancher sous les couchettes reçoit un certain nombre d'appareillages, mais il reste suffisamment d'espace pour que les astronautes puissent y ranger la couchette démontée.

#### Les panneaux de commande
En position allongée, les astronautes ont en face d'eux, suspendu au plafond, un panneau de commandes large de 2 mètres et haut de 1 mètre, sur lequel se trouvent les principaux interrupteurs et voyants de contrôle. Les cadrans sont répartis en fonction du rôle de chaque membre d'équipage. Sur la gauche, face au commandant du vaisseau, se trouvent les cadrans de contrôle des moteurs de contrôle d'orientation et du moteur principal, ainsi que les commandes d'un des calculateurs de navigation. Au centre, face au pilote du vaisseau, se trouvent les jauges des réservoirs de carburant du moteur principal et des moteurs d'orientation, ainsi que les voyants contrôlant le système environnemental. Sur la droite, face au pilote du module lunaire, se trouvent les commandes du système de communication, les jauges du système électrique et des réservoirs situés dans le module de commande. Sur les parois latérales se trouvent des baies dédiées à la navigation, d'autres panneaux de commande, ainsi que des zones de stockage de nourriture et de déchets. Pour la navigation et le pilotage, les astronautes utilisent un télescope et un ordinateur de bord, qui exploite les données fournies par une centrale inertielle.

#### Les écoutilles et les hublots

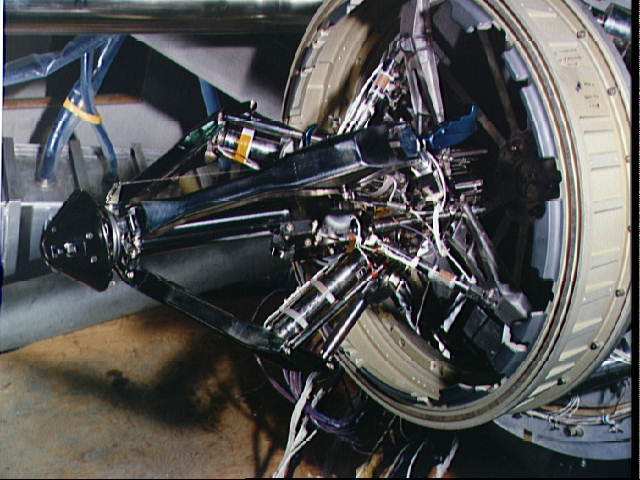
Le système d'amarrage.

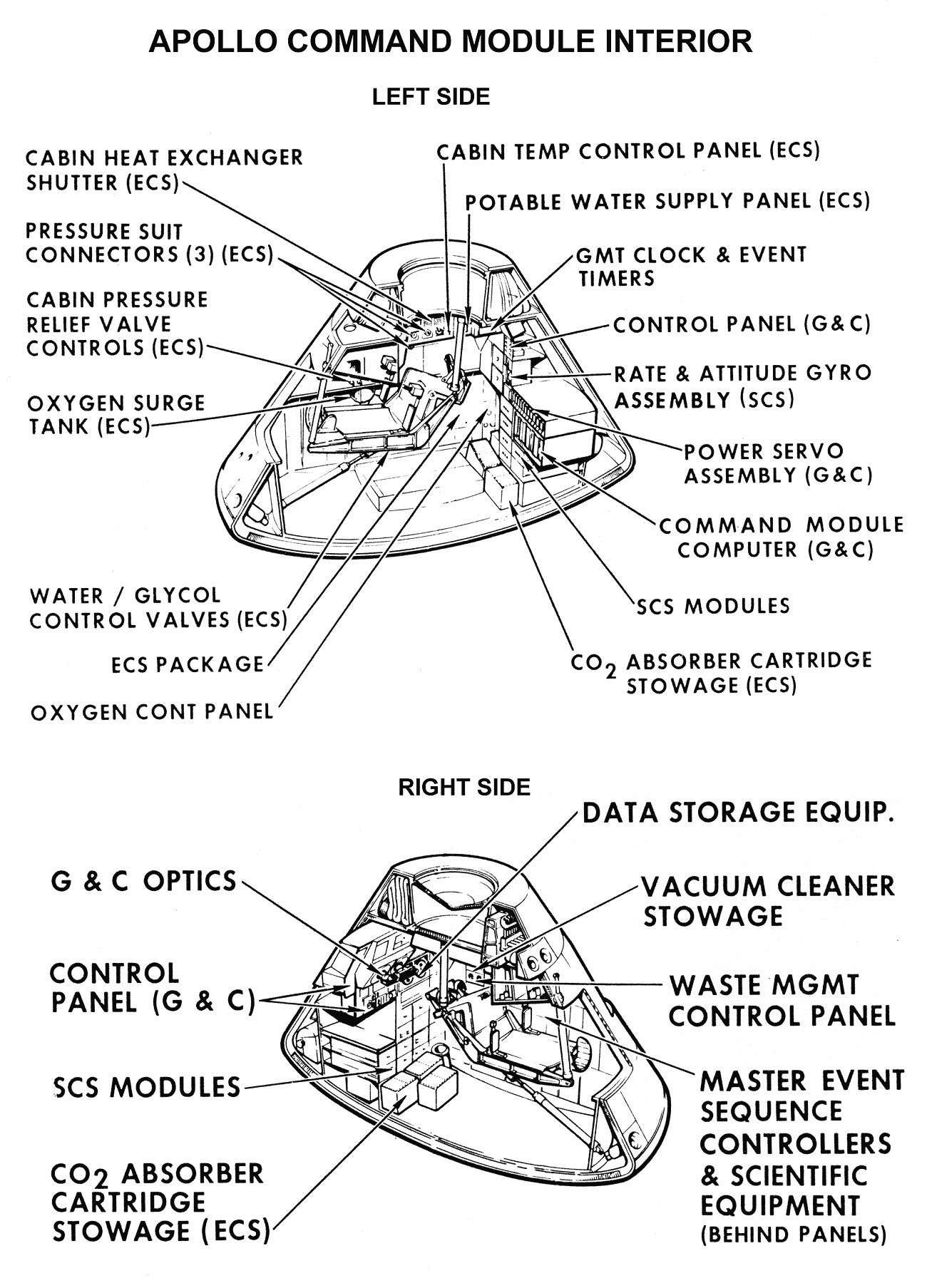
Disposition intérieure du module de commande.

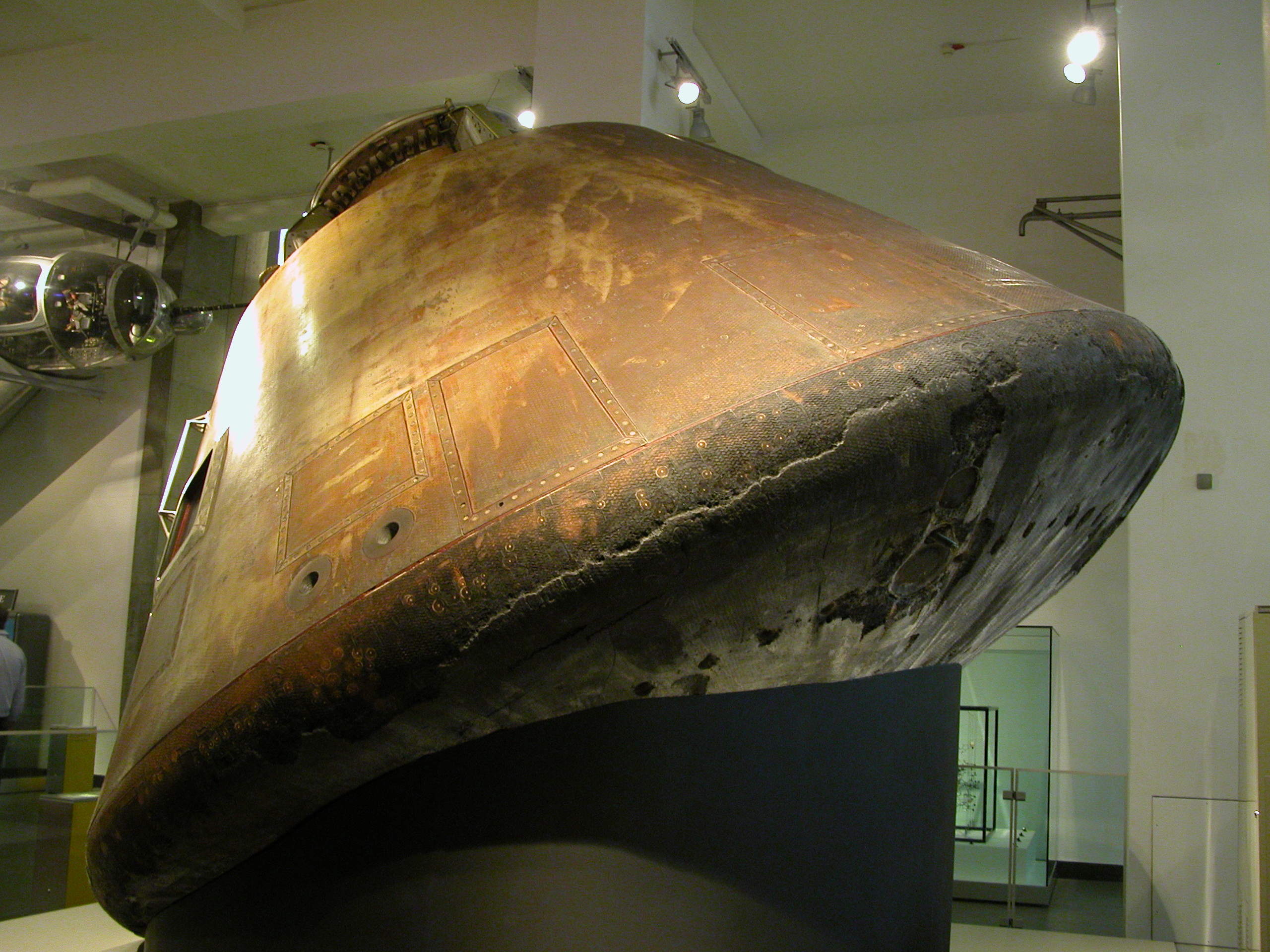
Le bouclier thermique situé à la base du cône subit la plus forte agression thermique (Apollo 10).

Le vaisseau dispose de deux écoutilles : l'une, située à la pointe du cône, comporte un tunnel et est utilisée pour passer dans le module lunaire lorsque celui-ci est amarré au vaisseau Apollo. Le tunnel, d'un diamètre de 80 cm est entouré par le compartiment des parachutes et surmonté du système amarrage, composé de dispositifs de guidage et de verrouillage. Le tunnel est fermé, côté cabine, par une porte qui est démontée et rangée sous les couchettes lorsque le module lunaire est amarré. L'autre écoutille, située sur la paroi latérale, est utilisée à Terre pour pénétrer dans le vaisseau avant le décollage de la fusée Saturn V, au retour sur Terre, pour extraire les astronautes à la suite de l’amerrissage, et éventuellement dans l'espace pour certaines sorties extra véhiculaires : pour ce type de manœuvres, le vide est effectué dans la cabine car il n'y a pas de sas. À la suite de l'incendie d'Apollo 1, cette écoutille, qui était composée initialement de deux panneaux distincts et ne s'ouvrait que de l'intérieur, a été remplacée par une écoutille unique à ouverture rapide montée sur des charnières, qui assure à la fois l'étanchéité et la protection thermique.
Les astronautes disposent par ailleurs de cinq hublots pour effectuer des observations et réaliser les manœuvres de rendez-vous avec le module lunaire. Un hublot de 23 cm dans l'écoutille latérale, deux fenêtres carrées de 33 cm situées de part et d'autre des couchettes pour les observations et la photographie, et deux hublots triangulaires situés vers la pointe du cône pour les manœuvres de rendez-vous.

#### Caractéristiques chiffrées du module de commande
- Masse de la structure : 1 567 kg
- Masse du bouclier : 848 kg
- Masse des moteurs de contrôle d'orientation : 400 kg
- Masse des équipements d'amerrissage : 245 kg
- Masse de l'équipement de navigation : 505 kg
- Masse de l'équipement de télémétrie : 200 kg
- Masse de l'équipement électrique : 700 kg
- Masse des équipements de télécommunications : 100 kg
- Masse des couchettes et de la nourriture : 550 kg
- Masse du système de contrôle environnemental : 200 kg
- Masse des différents systèmes de secours : 200 kg
- Poussée des moteurs de contrôle d'orientation : 12 × 410 N
- Propergols des moteurs de contrôle d'orientation : N2O4/UDMH
- Masse des propergols moteurs de contrôle d'orientation : 122 kg
- Capacité de stockage de l'eau potable : 15 kg
- Capacité de stockage des eaux usées : 26,5 kg
- Batteries électriques : trois batteries de 40 Ah argent/zinc, deux batteries de 0,75 Ah argent/zinc pour les dispositifs pyrotechniques
- Parachutes : deux parachutes de stabilisation coniques de 5 m de diamètre, trois parachutes extracteurs de 2,2 m de diamètre et trois parachutes principaux de 25,45 m de diamètre.

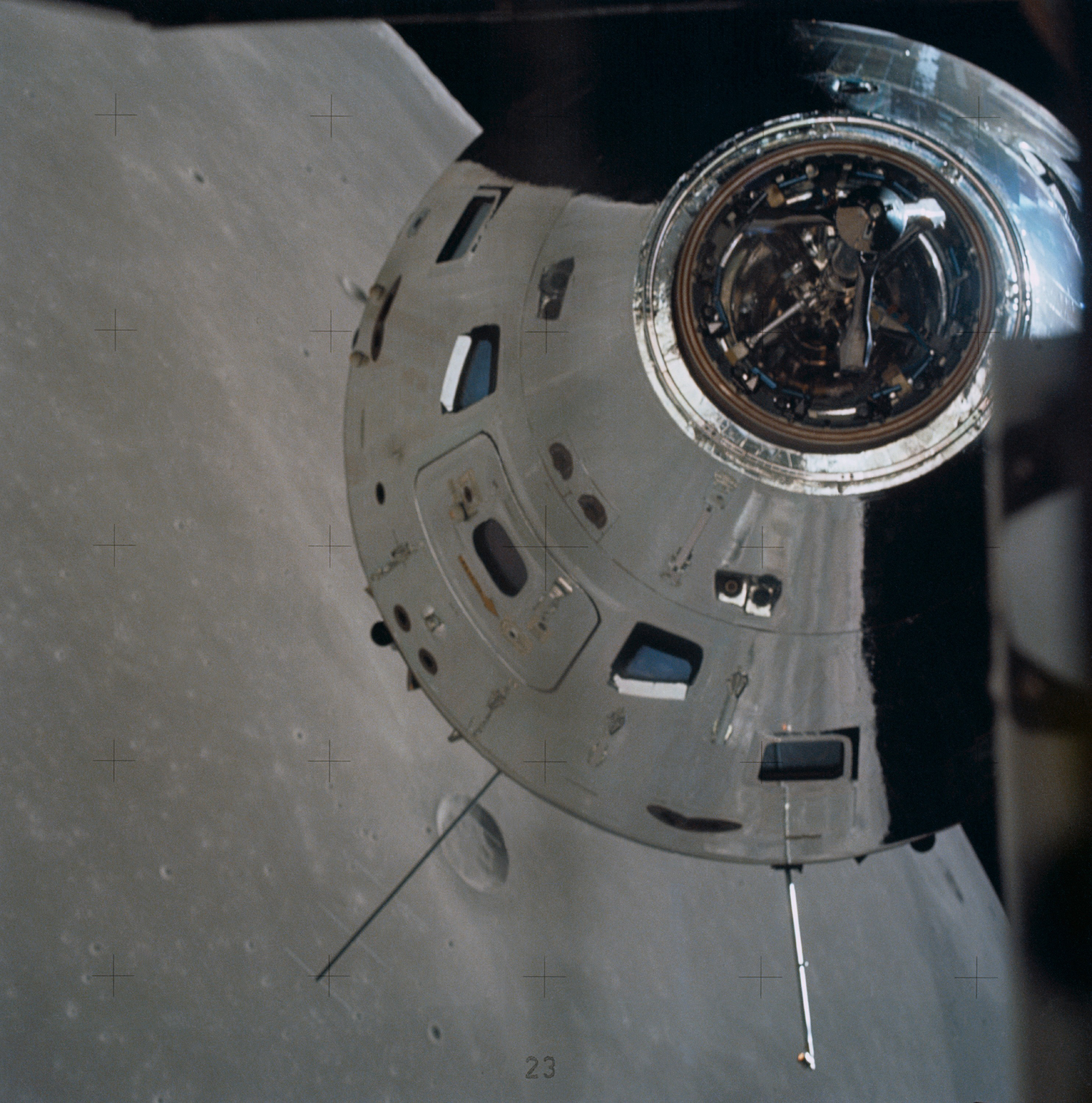
Sur cette photo on distingue clairement les deux écoutilles et les cinq hublots (Apollo 17).
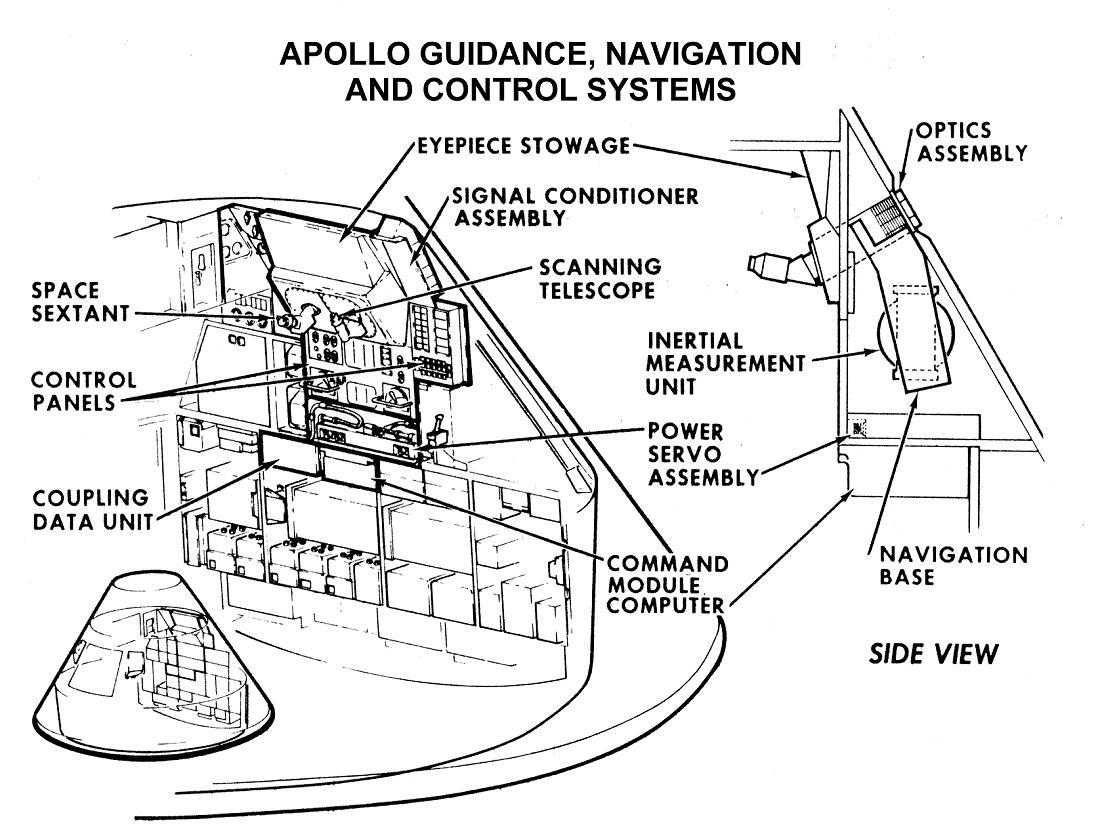
Le système de guidage et de pilotage du module de commande.
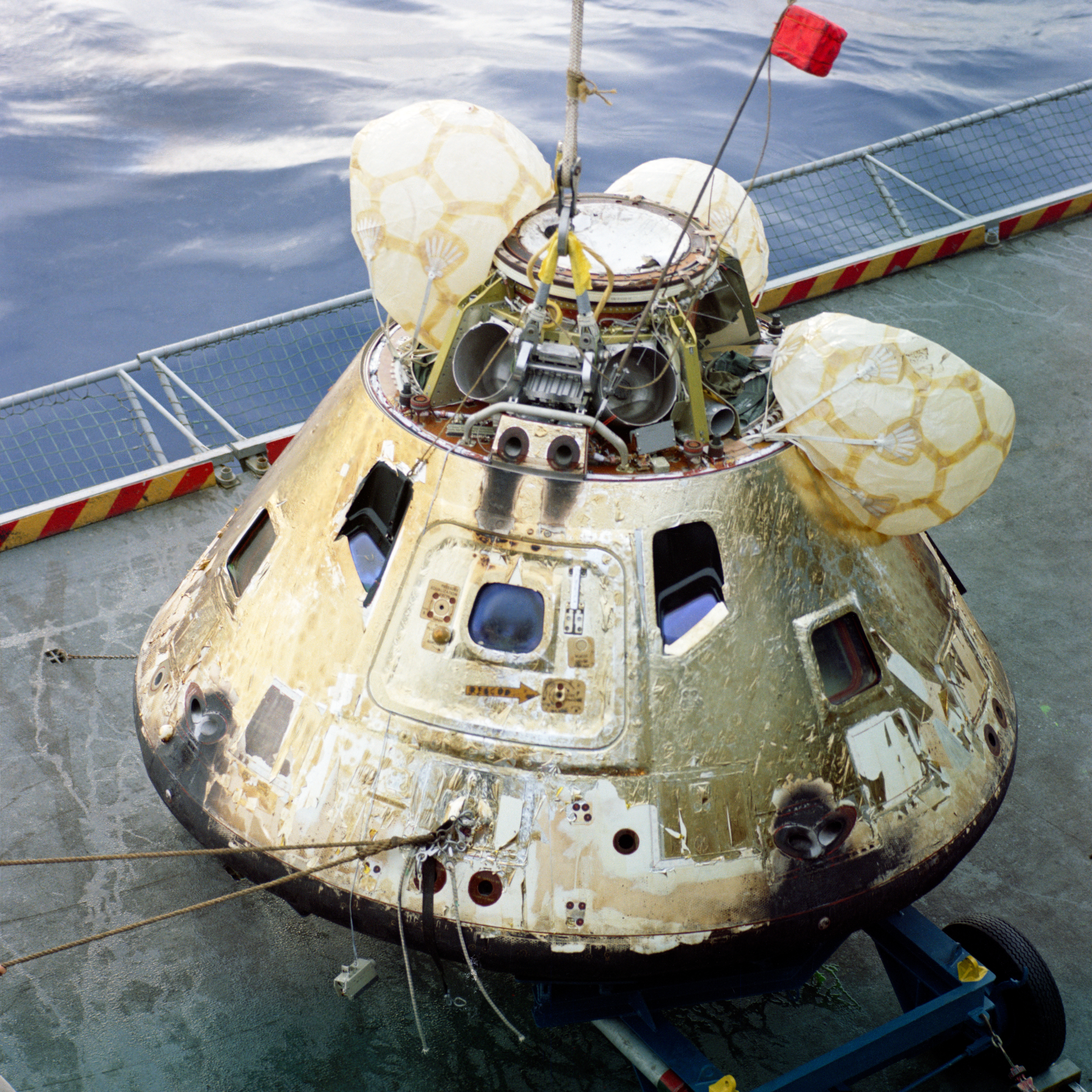
Le module de commande d'Apollo 8 sans son bouclier thermique avant, largué pour le déploiement des parachutes.

### Le module de service

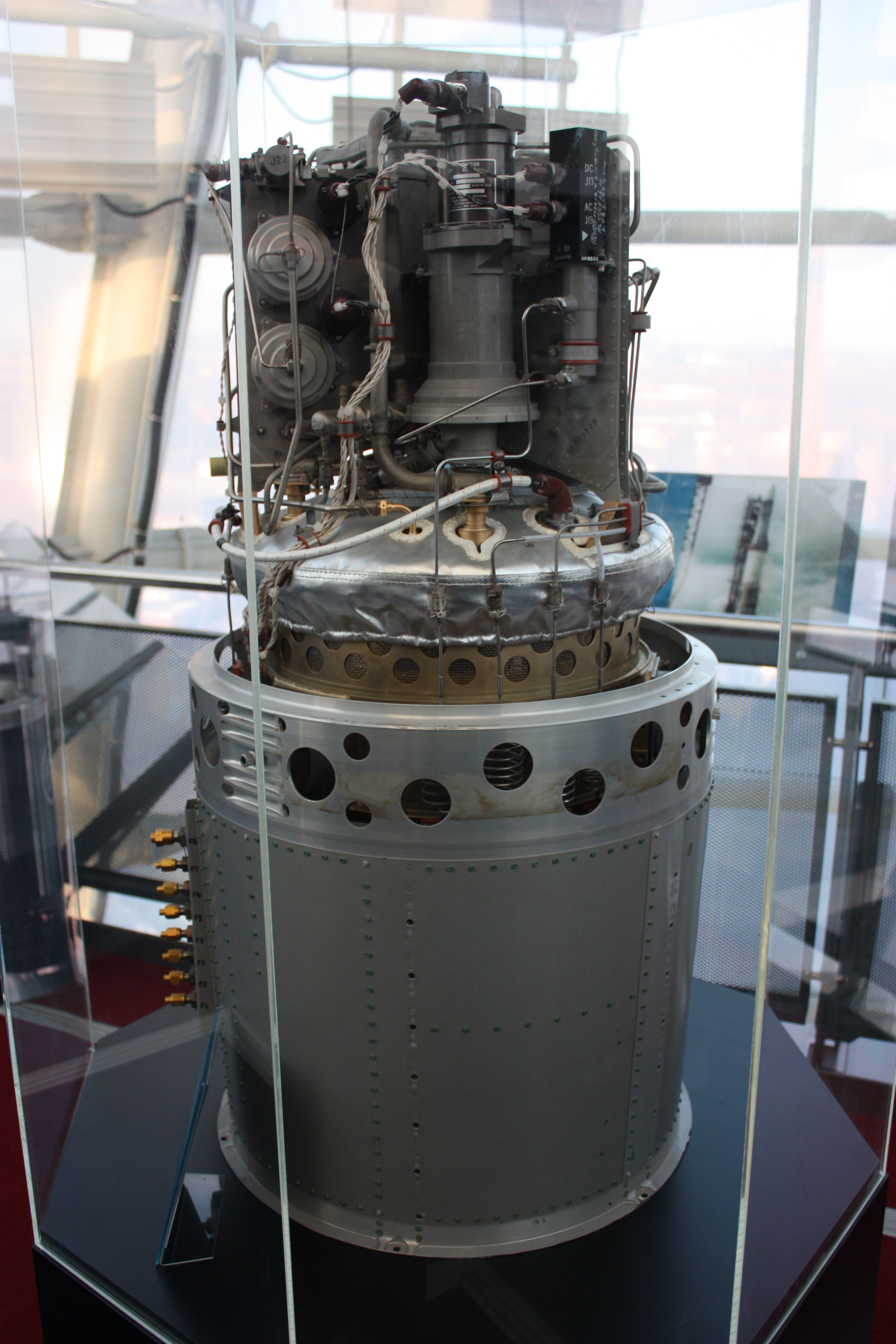
Une pile à combustible analogue à celles installées dans le module de service.

Le module de service (en anglais : Service Module, ou SM) est un cylindre d'aluminium non pressurisé de 5 m de long et 3,9 m de diamètre pesant 24,5 tonnes. Il est accouplé à la base du module de commande et la longue tuyère du moteur-fusée principal de 9 tonnes de poussée en dépasse de 2,5 m. Le module est organisé autour d'un cylindre central qui contient les réservoirs d'hélium servant à pressuriser les réservoirs d'ergols principaux, ainsi que la partie haute du moteur principal (SPS, Service Propulsion System). Autour de cette partie centrale, l'espace est découpé en six secteurs en forme de parts de gâteau. Quatre de ces secteurs abritent les réservoirs d'ergols (18,5 tonnes). Un secteur contient trois piles à combustible, qui fournissent la puissance électrique et en sous-produit l'eau, ainsi que les réservoirs d'hydrogène et d'oxygène qui les alimentent. L'oxygène est également utilisé pour renouveler l'atmosphère de la cabine. Un secteur reçoit des équipements qui ont varié en fonction des missions : appareils scientifiques, petit satellite, caméras, réservoir d'oxygène supplémentaire. Le module de service contient également les radiateurs qui dissipent l'excédent de chaleur du système électrique et qui régulent la température de la cabine. Quatre grappes de petits moteurs de contrôle d'attitude, les « quads », sont disposés sur le pourtour du cylindre. Chaque grappe est constituée de quatre tuyères perpendiculaires, la totalité de ce système constituant le RCS. Une antenne comportant cinq petites paraboles, assurant les communications à grande distance, est déployée une fois le vaisseau lancé.

#### Données chiffrées
- Masse de la structure : 1 910 kg
- Masse de l'équipement électrique : 1 200 kg
- Poussée des moteurs de contrôle d'orientation : 16 × 446 N
- Propergols des moteurs de contrôle d'orientation : N2O4/UDMH
- Masse du moteur principal (SPS) : 3 000 kg
- Poussée du moteur principal (SPS) : 91,2 kN (9,12 tonnes)
- Type d'ergols utilisés par le SPS : N2O4/Aerozine 50 (UDMH/N2O4)
- Masse ergols moteur principal (SPS) : 18 413 kg
- Impulsion spécifique du moteur principal (SPS) : 314 s (3 100 m/s)
- Delta-v moteur principal (SPS) : 2 804 m/s
- Système électrique : trois piles à combustible fournissant 1,4 kW de courant continu à 30 V

## Les différents sous-systèmes

### La propulsion principale: le moteur SPS

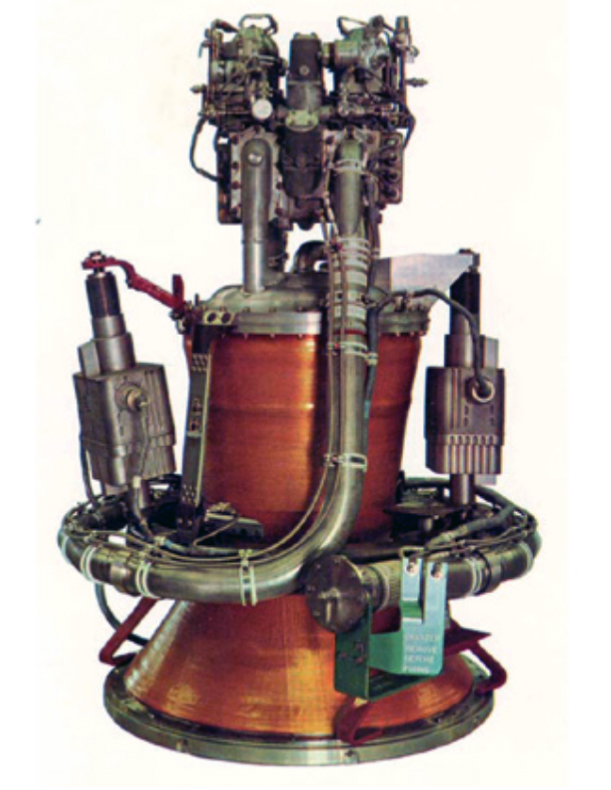
Chambre de combustion du moteur AJ10-137 : De haut en bas : valves d'alimentation des ergols (redondantes), injecteurs, chambre de combustion, de part et d'autre vérins permettant d'orienter le moteur et donc la poussée, partie supérieure de la tuyère.

La propulsion principale du vaisseau Apollo est désignée par le sigle SPS (pour Service Propulsion System). Celui-ci joue un rôle central dans la mission, car il est utilisé pour l'insertion en orbite autour de la Lune, puis pour quitter cette orbite une fois l'équipage revenu de la surface de la Lune, ainsi que pour effectuer les corrections de trajectoire durant les transits aller et retour entre la Terre et la Lune. Dans le cas où une mission doit être interrompue au début du transit entre la Terre et la Lune il a également la capacité de ramener le vaisseau vers la Terre. Il a été choisi pour être suffisamment puissant pour modifier la vitesse du vaisseau de 45 tonnes (avant séparation du module lunaire) de 2,8 km/s. Le propulseur retenu est l'AJ10-137 d'Aerojet, version modifiée d'un moteur-fusée qui à l'origine propulsait la fusée Vanguard. Le moteur proposé, l'AJ10-137, dérive directement d'une version propulsant un étage supérieur du missile balistique intercontinental Titan. Ce moteur-fusée à ergols liquides brûle un mélange de peroxyde d'azote (N2O4) et d'Aérozine 50 (hydrazine et diméthylhydrazine asymétrique), d'une poussée de 9,1 tonnes (91 kN), avec une impulsion spécifique dans le vide de 314,5 secondes. La fiabilité a été un critère essentiel de sélection de ce moteur, car l'équipage n'aurait aucun recours en cas de défaillance de ce moteur, une fois loin de la Terre. Elle est obtenue par le choix d'ergols hypergoliques (s'enflammant spontanément lorsque les deux ergols entrent en contact), l'alimentation par gaz sous pression (hélium), qui évite la complexité inhérente aux turbopompes (au détriment des performances), une poussée non modulable et donc plus simple, et l'existence d'un double circuit d'alimentation, de pressurisation des réservoirs et de contrôle. Pour remplir sa mission, le moteur peut être rallumé 50 fois et la durée de combustion totale est de 750 secondes. Pour réduire la masse du moteur, les injecteurs sont réalisés en aluminium et sont refroidis en utilisant les deux ergols. La chambre de combustion est maintenue en dessous de la température critique par un revêtement intérieur ablatif (qui s'évapore sous l'effet de la chaleur). Les ergols y sont injectés avec une pression de 11 bars. Celle-ci tombe à 7 bars dans la chambre de combustion. La tuyère, qui est en forme de coquetier, est très allongée — elle dépasse de 2,84 mètres la partie inférieure du module de service, alors que la partie du moteur insérée dans le module est haute de 1,22 mètre pour 1,12 mètre de diamètre — car son rapport de section de 1:62,5 est optimisé pour un fonctionnement dans le vide. Elle est réalisée dans sa partie supérieure en titane et pour l'essentiel en niobium recouvert d'une couche d'aluminium. La chaleur est évacuée par rayonnement. Le moteur est orientable grâce à des vérins fixés au sommet de la tuyère, qui peuvent écarter son axe de 5,5° par rapport à celui du vaisseau spatial.

### Système de support de vie
Le système de support de vie a pour objectif de maintenir l'atmosphère de la cabine, contrôler sa température et fournir l'eau nécessaire aux besoins des astronautes durant quinze jours. Il renouvelle l'oxygène, élimine le dioxyde de carbone (CO2) produit par la respiration de l'équipage, neutralise les mauvaises odeurs, dissipe la chaleur produite par les astronautes et l'électronique. Ce système complexe est fortement automatisé, de manière à solliciter le moins possible l'équipage.

#### Oxygène
Au décollage de la fusée Saturn V, l'atmosphère dans la cabine est composée de 60 % d'oxygène et de 40 % d'azote, avec une pression de 1 bar. La pression est donc identique à celle de l'extérieur, par contre le taux d'oxygène est le double de la proportion normale (21 % oxygène et 79 % azote au sol). L'azote est présent dans cette phase pour réduire le risque d'incendie au moment du lancement. Au fur et à mesure que la fusée gagne en altitude, la pression est réduite puis est stabilisée à 0,34 bar, tandis que l'azote est entièrement évacué. Au cours de la mission, l'oxygène est renouvelé au fur et à mesure de sa consommation (environ 600 grammes par heure). En cas de fuite (limitée) dans la coque pressurisée, le système peut accroitre le débit d'oxygène diffusé de manière à maintenir au minimum une pression de 0,24 bar durant 15 minutes et donner le temps aux astronautes d'enfiler leur combinaison spatiale. Lorsque les astronautes sont équipés de celle-ci (au décollage et jusqu'à la mise en orbite, durant les manœuvres critiques, durant la rentrée atmosphérique), l'oxygène leur est directement fourni via un cordon ombilical. Lorsque le vaisseau pénètre dans l'atmosphère de la Terre à son retour de la Lune, un évent s'ouvre automatiquement lorsque la pression atmosphérique extérieure dépasse de 0,06 bar la pression interne et par la suite, la pression dans la cabine se maintient au même niveau que celle de l'atmosphère extérieure. Le dioxyde de carbone produit par la respiration des astronautes est extrait de l'atmosphère de la cabine par deux cartouches contenant des filtres utilisant de l'hydroxyde de lithium, qui doivent être remplacées toutes les 12 heures. Ces cartouches contiennent également des filtres de charbon actif qui éliminent les odeurs.
L'oxygène consommé provient pour l'essentiel de réservoirs situés dans le module de service. Ceux-ci contiennent 272 kg de gaz (stocké sous une pression de 62 bars) utilisé également pour produire l'électricité à bord via les piles à combustible. Après le largage du module de service, qui intervient peu avant la rentrée atmosphérique et l'atterrissage sur Terre, l'oxygène est fourni par un réservoir tampon contenant 1,68 kg d'oxygène et situé dans le module de commande. Celui-ci dispose également de trois bouteilles d'oxygène contenant chacune 453 grammes d'oxygène qui sont disponibles, soit pour maintenir la pression dans la cabine en cas de fuite en conjonction avec le réservoir tampon , soit pour alimenter les masques à oxygène que les astronautes peuvent utiliser en cas d'urgence.

#### Distribution d'eau
L'eau est utilisée par les astronautes pour leur consommation et leur hygiène et par le système de contrôle thermique. L'eau est produite par les piles à combustible qui produisent l'électricité avec un débit horaire de 0,68 litres par heure. Elle est stockée en premier lieu dans un réservoir d'eau potable logé dans le module de commande. Un deuxième réservoir stocke l'eau destinée au circuit de refroidissement : celui-ci est alimenté automatiquement si son niveau tombe sous un niveau minimal ou lorsque le réservoir d'eau potable est plein. Si les deux réservoirs sont pleins, l'eau en excès est éjectée dans l'espace. L'eau potable est fournie pour la consommation directe refroidie à 10 °C. Une autre sortie fournit de l'eau réchauffée à 67 °C, qui est utilisée pour la préparation des plats lyophilisés.

#### Contrôle thermique
Le système de contrôle thermique maintient la température de la cabine dans une plage de valeurs acceptable pour l'équipage. Il est également utilisé pour climatiser la combinaison spatiale des astronautes lorsque ceux-ci doivent l'enfiler. Il doit évacuer la chaleur produite principalement par les systèmes électroniques. Le système de contrôle thermique repose sur deux circuits clos redondants (circuit primaire et circuit secondaire, activé en cas de défaillance du premier) dans lesquels circulent du glycol. Un moteur met en circulation le glycol avec un débit total de 90 litres par heure. Le circuit traverse les principales sources de chaleur, qui est évacuée par deux radiateurs installés sur deux faces opposées du module de service (ainsi, une des faces est toujours à l'ombre). Lorsque la température excède les capacités des radiateurs, de l'eau est sublimée dans l'espace pour évacuer l'excédent de chaleur. Si la température de la cabine tombe en dessous d'une valeur fixée par l'équipage, des résistances électriques réchauffent le glycol. Il existe également une technique dite de « contrôle thermique passif », qui consiste à faire lentement tourner le vaisseau sur lui-même afin de lui éviter de présenter toujours les mêmes faces au soleil et à l'ombre. Les amplitudes thermiques étant extrêmes dans le vide spatial, la température du côté éclairé du vaisseau peut dépasser de plus de 100 °C celle du côté plongé dans l'ombre, ce qui entraîne des problèmes structurels, essentiellement en raison des dilatations des matériaux différentes selon les températures rencontrées.

### Le système de guidage, de navigation et de contrôle
Le module de commande dispose de quatre grappes de petits moteurs d'orientation (RCS 1 et 2) mais il dépend pour les principales corrections de trajectoire du module de service (RCS A, B, C et D). Ces propulseurs sont utilisés pour les petites corrections de trajectoire et les modifications d'orientation, en particulier lors de la rentrée atmosphérique au retour sur Terre. Celles-ci s'effectuent en orientant le module en roulis, la capsule ayant une incidence voisine de 25 à 30 degrés par rapport à son axe de symétrie. Cette incidence est obtenue par balourd statique de construction,.
La pièce maîtresse des instruments de navigation est l'IMU, une plateforme de navigation inertielle constitué de trois accéléromètres et de trois gyroscopes qui permet aux astronautes de savoir où ils sont, vers où ils vont et vers où pointe leur vaisseau par rapport aux étoiles.

### Système de télécommunications
Le système de télécommunications permet la transmission de la voix, de séquences télévisées, des télémesures produites automatiquement pour contrôler sur Terre le statut des différents équipements, et les données permettant de localiser le vaisseau et de suivre sa trajectoire. Les échanges se font entre le vaisseau et la Terre, entre le vaisseau et le module lunaire, entre le vaisseau et les astronautes équipés de leur combinaison spatiale et entre les membres d'équipage à l'intérieur du vaisseau.
Les astronautes sont équipés de casques audio reliés par un cordon individuel à la console qui leur fait face. Ce cordon est également utilisé pour transmettre les données biomédicales fournies par les capteurs répartis sur le corps des astronautes. Lorsque le vaisseau est près de la Terre, les transmissions avec le centre de contrôle se font en bande VHF. Elles utilisent deux antennes omnidirectionnelles en forme de cimeterre montées de part et d'autre du module de service. Lorsque le vaisseau s'éloigne, les liaisons sont assurées en bande S en utilisant l'antenne grand gain orientable fixée à l'arrière du module de service. Celle-ci est composée de quatre paraboles de 78 centimètres et est déployée une fois le module lunaire amarré au module de commande dans sa position finale. Cette antenne peut être orientée manuellement ou modifier automatiquement son pointage pour suivre la source d'une émission radio. Quatre autres antennes omnidirectionnelles pour la bande S sont montées sur le pourtour du module de commande et servent d'antennes de secours. Enfin deux antennes VHF sont montées dans le compartiment des parachutes et sont déployées lorsque ceux-ci sont déployés, peu avant l'atterrissage. Quand la liaison avec la Terre est interrompue, une quantité limitée d'échanges audio peut être enregistrée sur bande magnétique et sera retransmise dès que la liaison aura été rétablie. Tous les boitiers électroniques associés au système de télécommunications sont rangés dans le module de commande.

### La tour de sauvetage

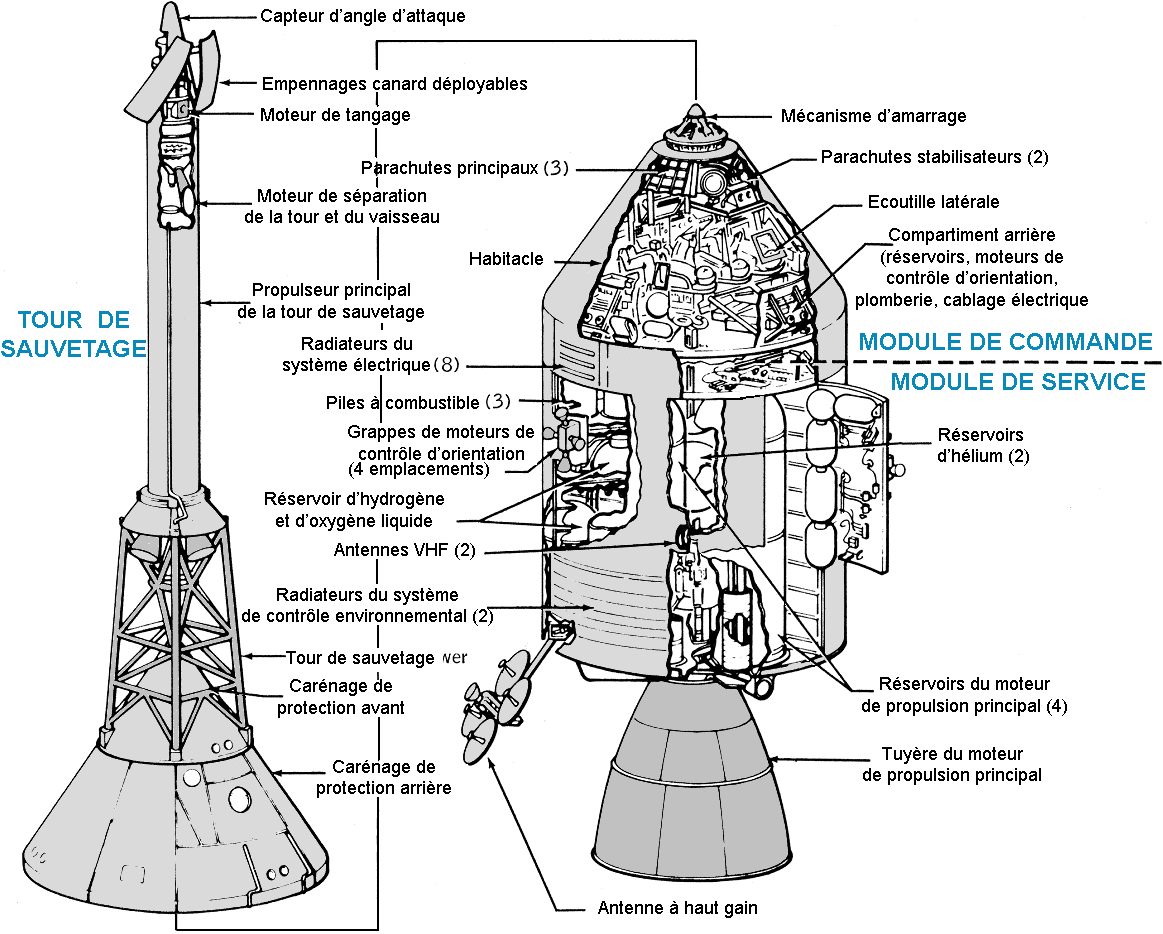
Schéma du vaisseau Apollo et de la tour de sauvetage.

Au décollage, le vaisseau Apollo est surmonté d'une tour de sauvetage, qui est un dispositif destiné à éloigner le vaisseau du lanceur Saturn V si celui-ci subit une défaillance durant les premières phases du décollage. Le recours à des sièges éjectables, utilisé par le vaisseau Gemini, était exclu, compte tenu du diamètre de la boule de feu qui aurait pu être créée par une explosion de la fusée géante. La tour de sauvetage est constituée d'un propulseur à poudre, situé au bout d'un treillis métallique, lui-même perché au sommet du vaisseau Apollo. En cas d'incident, le moteur de la tour arrache le vaisseau de la fusée, tandis qu'un petit propulseur l'écarte de la trajectoire de la fusée. La tour est alors larguée et le vaisseau entame sa descente en suivant une séquence similaire à celle d'un retour sur Terre. Elle est éjectée lorsque le deuxième étage de la fusée Saturn est mis à feu,.

## Déroulement d'une mission
L'ensemble, composé du module de commande, du module de service et du LEM (Lunar Excursion Module), part alors vers la Lune. Arrivés près de la Lune, deux astronautes passent dans le LEM, qui se détache, tandis qu'un astronaute reste en orbite lunaire. Lorsque la mission lunaire est terminée, une partie du LEM décolle — l'étage de remontée — et rejoint le module de commande. Les astronautes repassent dans le module de commande, qui se sépare du LEM, et le voyage de retour vers la terre peut commencer.
Avant de pénétrer dans l'atmosphère terrestre, le module de commande se détache du module de service, et il rentre dans l'atmosphère, protégé par son bouclier thermique.
Après une phase de décélération qui atteint 4 g, le vaisseau a perdu sa vitesse horizontale et descend pratiquement à la verticale. À 7 000 m d'altitude, la protection située à l'extrémité conique du vaisseau est éjectée et deux petits parachutes se déploient pour stabiliser la cabine et faire chuter sa vitesse de 480 à 280 km/h. À 3 000 m, trois petits parachutes pilotes sont déployés latéralement par des mortiers pour extraire les trois parachutes principaux en évitant qu'ils s'emmêlent. Le vaisseau percute la surface de l'océan à une vitesse de 35 km/h. Les parachutes sont immédiatement largués et trois ballonnets se gonflent, de manière à éviter que le vaisseau reste la pointe sous l'eau. L'équipage est récupéré par des plongeurs montés sur des embarcations légères, tandis que le vaisseau est hissé sur le pont du porte-avions affecté à sa récupération.

## Missions spatiales

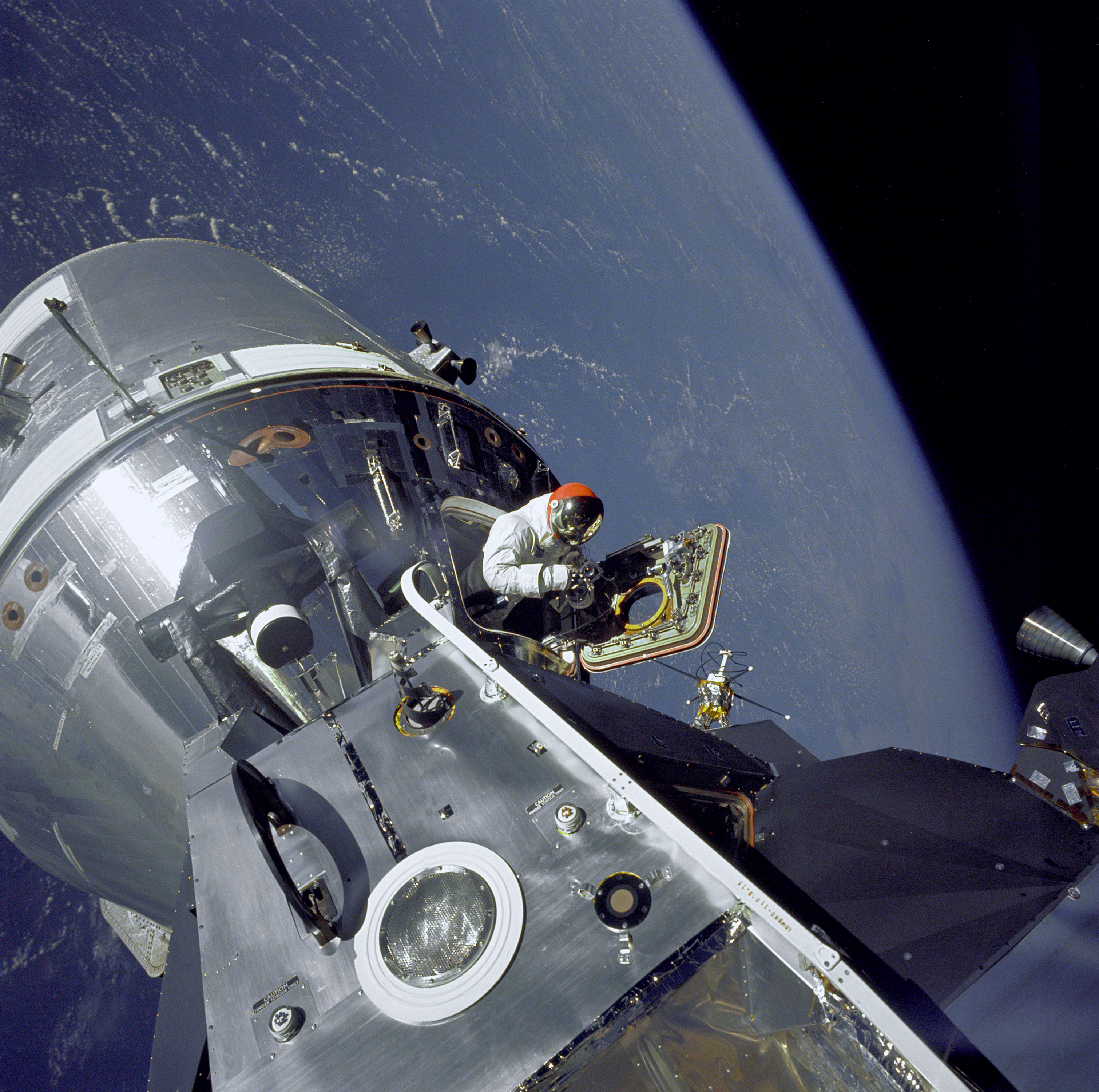
Le module de commande et de service d'Apollo 9, photographié depuis le seuil du module lunaire par Rusty Schweickart, en 1969.

Le vaisseau Apollo fut utilisé pour les vols habités d'Apollo 7 à Apollo 17 du programme Apollo. L'ensemble du programme Apollo se déroula sur une période très courte, puisque la tragédie d'Apollo 1 date de 1967, et que le dernier vol Apollo date de 1973. Pour les missions Apollo 7 (simple test) et Apollo 9 (simulation d'approche lunaire en orbite terrestre), il restera en orbite terrestre. Il participe, en tout, à neuf missions lunaires, dont six permirent à des hommes de marcher sur la Lune : la mission Apollo 10 est une répétition d'atterrissage et la mission Apollo 13 est un « échec réussi ».
Il fut le premier engin spatial américain à emmener trois hommes en orbite (les Soviétiques ayant réalisé cette première lors du vol Voskhod 1, en 1964). Lors de la mission Apollo 8, il fut le premier engin spatial à emmener des hommes vers un autre corps céleste que la Terre. Lors de la mission Apollo 17, il fut le dernier, aucun autre engin spatial n'ayant jamais emmené des hommes aussi loin de la Terre.
En 1973, trois vols sont effectués pour desservir la station spatiale Skylab (missions Skylab 2 à Skylab 4). En 1975, le vaisseau sert une dernière fois lors de la mission américano-soviétique Apollo-Soyouz.

## Incidents et accidents

### L'incendie du module et de commande de service d'Apollo 1
Le 27 janvier 1967, alors que l'équipage du premier vol habité Apollo 1, qui doit décoller un mois plus tard, effectue une répétition au sol en conditions réelles, un incendie se déclare dans le vaisseau Apollo (CSM), dans lequel les trois astronautes se trouvent sanglés à leur siège. Les flammes font rage dans l'atmosphère confinée composée uniquement d'oxygène ; Virgil Grissom, Edward White et Roger Chaffee décèdent asphyxiés et carbonisés sans être parvenus à ouvrir l'écoutille. Le vaisseau avait rencontré de nombreux problèmes de mise au point avant l'accident. Le déclenchement de l'incendie sera attribué, sans être clairement identifié, à un court-circuit provoqué par un fil électrique dénudé. L'enquête révèle l'utilisation de nombreux matériaux inflammables dans la cabine et beaucoup de négligences dans le câblage électrique et la plomberie. La cabine était tapissée de bandes Velcro, afin de permettre aux astronautes de coincer tout ce qui risquerait de flotter au milieu de la cabine, en apesanteur. Cependant, le Velcro explose dans une atmosphère d'oxygène ! En 1966, il y avait dix fois plus de Velcro dans la cabine que prévu à l'origine, parce que les astronautes avaient « personnalisé » leur vaisseau et en voulaient toujours plus partout.
De nombreuses modifications furent apportées pour que la cabine du vaisseau offre une meilleure résistance au feu. L'écoutille, constituée à la base de plusieurs éléments, fut modifiée pour ne plus être constituée que d'un bloc et pour pouvoir être ouverte en moins de dix secondes, et même depuis l'extérieur. À l'origine, les plans prévoyaient une ouverture de l'extérieur, mais la NASA décida d'une ouverture par l'intérieur. L'ironie a voulu que cette décision fût prise à la suite des problèmes rencontrés par Grissom sur Mercury.
L'ensemble du programme Apollo subit une revue qui entraîna la modification de nombreux composants. Les exigences de qualité et les procédures de test furent renforcées. Tout le programme subit un décalage de 21 mois, accroissant la pression sur les équipes : la fin de la décennie approchait. Par ailleurs, tout le monde s'inquiétait de l'avancement du programme soviétique, même si aucune information officielle ne filtrait de là-bas.

### Apollo 13: le LEM radeau de sauvetage
Alors que le LEM et le CSM de la mission Apollo 13 sont en route pour la Lune, un réservoir d'oxygène explose à la suite d'un court-circuit et ravage le module de service : les réserves en oxygène du CSM tombent à zéro et les deux tiers de ses ressources électriques disparaissent.
La mission doit être interrompue, mais le moteur de propulsion principal n'est plus jugé assez sûr, du fait de sa proximité avec le foyer de l'explosion, pour permettre son utilisation et réaliser un demi-tour. Le LEM va finalement jouer un rôle crucial, qui n'avait pas été prévu par ses concepteurs, dans le sauvetage de l'équipage de la mission Apollo 13. L'équipage se réfugie dans le module lunaire, qui est alors activé. Le contrôle au sol décide de laisser le vaisseau faire le tour de la Lune et revenir vers la Terre. Les consommables (oxygène, électricité) stockés dans les deux vaisseaux ne sont toutefois pas suffisants pour faire face aux besoins des trois astronautes jusqu'à leur arrivée. Le moteur de descente du LEM est utilisé à plusieurs reprises pour optimiser la trajectoire. Plusieurs bricolages sont improvisés pour disposer de suffisamment d'électricité et éliminer le CO2, ce qui permet à l'équipage de revenir sain et sauf.
Un employé de Grumman enverra une facture humoristique pour ce remorquage non prévu à la société North American, constructeur du Module de Commande et de Service sinistré.

## Les vaisseauxApollofabriqués
| Block I (1re version)  | Block I (1re version) | Block I (1re version)                                                       | Block I (1re version) |
| N° de série            | Utilisation | Date de lancement                                                           | Localisation actuelle |
| ---------------------- | --- | --------------------------------------------------------------------------- | --- |
| CSM-001                | Exemplaire utilisé pour tester la compatibilité des systèmes                                                                                               | Exemplaire utilisé pour tester la compatibilité des systèmes                | |
| CSM-002                | A-004 (en) | 20 janvier 1966                                                             | Module de commande en exposition au Cradle of Aviation Museum (en), Long Island, New York |
| CSM-004                | Tests au sol statiques et thermiques | Tests au sol statiques et thermiques                                        | Détruit |
| CSM-006                | |                                                                             | Détruit |
| CSM-007                | Différents tests dont des tests de vibrations acoustiques et de largage                                                                                    | Différents tests dont des tests de vibrations acoustiques et de largage     | Module de commande en exposition au Museum of Flight, Seattle (Washington) |
| CSM-008                | Vaisseau complet utilisé pour des tests thermiques dans le vide                                                                                            | Vaisseau complet utilisé pour des tests thermiques dans le vide             | Détruit |
| CSM-009                | AS-201 et tests de largage | 26 février 1966                                                             | Module de commande en exposition au Strategic Air and Space Museum (en), Ashland (Nebraska) |
| CSM-010                | |                                                                             | Module de commande en exposition au U.S. Space & Rocket Center, Huntsville (Alabama) |
| CSM-011                | AS-202 | 25 août 1966                                                                | Module de commande en exposition à l'USS Hornet museum, à Alameda (Californie) |
| CSM-012                | Apollo 1; Le module de commande a été fortement endommagé par l'incendie.                                                                                  | Apollo 1; Le module de commande a été fortement endommagé par l'incendie.   | Module de commande stocké au Langley Research Center, Hampton (Virginie) |
| CSM-014                | Module de commande démonté pour l'enquête sur l'accident d'Apollo 1. Le module de service (SM-014) a été réutilisé pour la mission Apollo 6 (voir CSM-020) | 4 avril 1968                                                                | |
| CSM-017                | Apollo 4 | 9 novembre 1967                                                             | Module de commande en exposition au Stennis Space Center, Bay St. Louis (Mississippi) |
| CSM-020                | CM-020 lancé par Apollo 6, associé au SM-014 après la destruction du SM-020 lors d'une explosion                                                           | 4 avril 1968                                                                | Module de commande en exposition au Fernbank Science Center (en), Atlanta |
| Block II (2e version)  | |                                                                             | |
| N° de série            | Utilisation | Date de lancement                                                           | Localisation actuelle |
| CSM-098                | Utilisé pour les tests thermiques dans le vide | Utilisé pour les tests thermiques dans le vide                              | Vaisseau Apollo en exposition à l'Academy of Science Museum, Moscou, Russie |
| CSM-099                | Tests structurels statiques | Tests structurels statiques                                                 | Détruit |
| CSM-100                | Tests structurels statiques | Tests structurels statiques                                                 | Inconnu |
| CSM-101                | Apollo 7 | 11 octobre 1968                                                             | Module de commande en exposition au National Museum of Science & Technology, Ottawa, Canada entre 1974 et 2004, maintenant exposé au Frontiers of Flight Museum (en), Dallas, TX après un prêt de 30 ans.                                 |
| CSM-102                | Véhicule utilisé pour valider les installations du complexe de lancement 34                                                                                | Véhicule utilisé pour valider les installations du complexe de lancement 34 | Le module de service est au JSC au sommet de la fusée Little Joe OO dans le parc des fusées. Le module de commande était la maquette no 22.                                                                                               |
| CSM-103                | Apollo 8 | 21 décembre 1968                                                            | Module de commande en exposition au Museum of Science and Industry, à Chicago |
| CSM-104 Gumdrop        | Apollo 9 | 3 mars 1969                                                                 | Module de commande en exposition au Musée de l'air et de l'espace de San Diego |
| CSM-105                | Tests acoustiques | Tests acoustiques                                                           | Module de commande en exposition au National Air and Space Museum (NASM), Washington, dans la salle consacrée à la mission Apollo-Soyouz. (Photo)                                                                                         |
| CSM-106 Charlie Brown  | Apollo 10 | 18 mai 1969                                                                 | Module de commande en exposition au Science Museum de Londres |
| CSM-107 Columbia       | Apollo 11 | 16 juillet 1969                                                             | Module de commande en exposition au National Air and Space Museum (NASM), Washington |
| CSM-108 Yankee Clipper | Apollo 12 | 14 novembre 1969                                                            | Module de commande en exposition au Virginia Air and Space Center, Hampton, Virginie |
| CSM-109 Odyssey        | Apollo 13 | 11 avril 1970                                                               | Module de commande en exposition au Musée de l'Air et de l'Espace de 1983 à 1995, maintenant au Kansas Cosmosphere and Space Center |
| CSM-110 Kitty Hawk     | Apollo 14 | 31 janvier 1971                                                             | Module de commande en exposition au United States Astronaut Hall of Fame, Titusville, Floride |
| CSM-111                | Mission Apollo-Soyouz | 15 juillet 1975                                                             | Module de commande en exposition au California Science Center à Los Angeles (Californie) |
| CSM-112 Endeavour      | Apollo 15 | 26 juillet 1971                                                             | Module de commande en exposition au National Museum of the United States Air Force (NMUSAF), Wright-Patterson Air Force Base, Dayton (Ohio)                                                                                               |
| CSM-113 Casper         | Apollo 16 | 16 avril 1972                                                               | Module de commande en exposition à l'U.S. Space & Rocket Center, Huntsville (Alabama) |
| CSM-114 America        | Apollo 17 | 7 décembre 1972                                                             | Module de commande en exposition au Space Center Houston, Houston (Texas) |
| CSM-115                | annulé | annulé                                                                      | Resté inachevé : le module de service n'a pas reçu son moteur de propulsion principal. Le vaisseau est exposé avec une fusée Saturn V au centre spatial Lyndon B. Johnson, Houston (Texas) ; le module de commande a été restauré en 2005 |
| CSM-115a               | annulé | annulé                                                                      | Inachevé |
| CSM-116                | Skylab 2 | 25 mai 1973                                                                 | Module de commande en exposition au National Museum of Naval Aviation, Pensacola (Floride) |
| CSM-117                | Skylab 3 | 28 juillet 1973                                                             | Module de commande en exposition au Glenn Research Center, Cleveland (Ohio) |
| CSM-118                | Skylab 4 | 16 novembre 1973                                                            | Module de commande en exposition au National Air and Space Museum (NASM), Washington |
| CSM-119                | Skylab Rescue et sauvegarde d'Apollo-Soyouz | Skylab Rescue et sauvegarde d'Apollo-Soyouz                                 | Module de commande en exposition au centre spatial Kennedy |